# Arcitumomab
Arcitumomab ist ein Arzneistoff auf der Basis eines Fragmentes eines murinen monoklonalen Antikörpers, der mit dem Radioisotop Technetium (99mTc) verbunden ist. Arcitumomab ist ein Immunkonjugat, das als Diagnostikum in der Onkologie eingesetzt wird.
Bei dem Antikörper handelt es sich um ein Fab-Fragment von IMMU-4, einem murinen IgG1 monoklonalen Antikörper, der aus dem Bauchwasser  von Mäusen durch Aufreinigung gewonnen wird. Dazu wird das Bauchwasser mit Pepsin versetzt, um aus dem IMMU-4 die F(ab')2 Fragmente und danach letztlich das 50 kDa schwere Arcitumomab zu produzieren.
Arcitumomab wurde unter dem Warenzeichen CEA-Scan von Immunomedics vertrieben; die Erlaubnis zum Vertrieb wurde im Jahr 2005 von der EMA zurückgezogen.

## Wirkmechanismus
Das Carcinoembryonales Antigen (CEA) ist ein Protein, das von vielen Tumorzellen an der Oberfläche überexprimiert ist. Insbesondere exprimieren über 95 % aller kolorektalen Karzinome CEA. Für solche Tumoren kann Arcitumomab als In-vivo-Diagnostikum eingesetzt werden, um eine Prognose über die Aufnahme des Wirkstoffes und den Krankheitsverlauf zu erhalten. Kombiniert mit einer Single-Photon-Emissionscomputertomographie (SPECT) liefert es spezifische hochauflösende funktionelle Bilder, die beim Kolonkarzinom Lokalisation, Ausmaß einer Remission und/oder Metastasenentwicklung sichtbar machen.

## Dosierung
Die Ampullen mit Arcitumomab enthalten in der Lieferform kein Technetium. Unmittelbar vor der intravenösen Applikation wird mit Natriumpertechnetat-Lösung aus einem Technetiumgenerator eluiert, rekonstituiert und mit physiologischer Kochsalz-Injektionslösung verdünnt. Für Erwachsene wird eine Einzelinjektion von 1 mg, mit 750 bis 1000 MBq 99mTc markiertem Fab’-Fragment empfohlen. Die radioaktiv markierte Lösung (5 bis 10 ml) sollte als intravenöse Injektion über einen Zeitraum von ca. 30 Sekunden erfolgen.
Die Halbwertszeit von 99mTc beträgt 6,02 Stunden. Bei dem Zerfall werden Gammaquanten mit 140,5 keV erzeugt, die per SPECT detektiert und ausgewertet werden.